# Мизинівський (заказник)
Мизинівський — гідрологічний заказник місцевого значення в  Звенигородському районі Черкаської області.

## Опис
Заказник площею 77,9 га розташовано біля с. Мизинівка.
Як об'єкт природно-заповідного фонду створено рішенням Черкаського облвиконкому від 28.11.1979 р. № 597. Землекористувач або землевласник, у віданні якого знаходиться заповідний об'єкт — Мизинівська сільська рада..
Болото є важливим регулятором гідрологічного режиму з типовою рослинністю.